# Xft
Xft («X FreeType» library) — это свободная библиотека, написанная Китом Паккардом. Начиная с версии 2.1, лицензируется на условиях лицензии BSD.
Она предназначена для использования Freetype-растеризации с X-расширением X Rendering Extension; обычно это нужно для использования шрифтов FreeType с X Window System. Xft также зависит от fontconfig для доступа к системным шрифтам.